# (5562) Sumi
(5562) Sumi es un asteroide perteneciente al cinturón de asteroides descubierto el 4 de noviembre de 1991 por Seiji Ueda y el astrónomo Hiroshi Kaneda desde el Kushiro Marsh Observatory, Hokkaido, Japón.

## Designación y nombre
Designado provisionalmente como 1991 VS. Debe su nombre a Sumi Kaneda, nieta de Hiroshi Kaneda.

## Características orbitales
Sumi está situado a una distancia media del Sol de 2,485 ua, pudiendo alejarse hasta 2,766 ua y acercarse hasta 2,203 ua. Su excentricidad es 0,113 y la inclinación orbital 7,623 grados. Emplea 1431,10 días en completar una órbita alrededor del Sol.

## Características físicas
La magnitud absoluta de Sumi es 13,6. Tiene 4,473 km de diámetro y su albedo se estima en 0,385. 